# Інертит

Інерти́т (рос. инертит, англ. inertite, нім. Inertit m) — у петрографії — мономацеральний мікролітотип, що містить мінімум 95 % (за об'ємом) інертинітових мацералів.

## Походження терміна
Термін введений Н.Родрігесом (1955 р.). З 1964 року за рішенням Міжнародного комітету з петрології вугілля і органічної речовини (МКПВОР) термін застосовується для позначення мікролітотипу, що складається з мономацеральних мікролітотипів інертинітових мацералів. Таким чином, термін описує аґломерацію одного або більше інертинітових мацералів. Проте, кожний мацерал може утворювати свій власний мікролітотип, якщо зустрічається в однорідних прошарках. Фюзит і семіфюзит є типовими мікролітотипами. Відкриті клітини фюзиту можуть бути заповнені мінералами. У таких випадках його називають «твердим фюзитом» на відміну від «м'якого фюзиту», що не містить мінералів.
Походження слова: лат. inertus — інертний.

## Склад
Фізичні та хімічні властивості інертиту визначаються відповідними інертинітовими мацералами.
Інертит може містити невеликі залишки окиснених рослинних тканин, окиснену аморфну гумусову речовину невідомого походження (макриніт), окиснені секреції рослин (секретиніт) і залишки грибів (фунгініт), а також аґломерації (асоціації) інертодетриніту. У залежності від наявності або відсутності попутних уламкових мінералів залягання інертит вказує на сухі періоди в процесі торфоутворення або на формування торфу, принаймні частково, із рослинного окисненого матеріалу (Марчоні і Калкреут, 1991 р.).

## Розповсюдження
Інертит — основний компонент літотипу фюзен і важливою складовою літотипу дюрен. У більшості зразків вугілля світу інертит зустрічається в невеликих кількостях. Виключенням є вугілля Годвани, крейди і юри в північній півкулі, де часто зустрічаються щільні (тверді) лінзи інертодетриніту і рідше великі тіла секретиніту.

## Властивості
«М'який фюзит» крихкий і розсипчастий. Невеликі його уламки можуть приводити до розвитку у шахтарів пневмоконіозу (Шульц і інш., 1997 р.), оскільки фюзит концентрується в шахтному пилі. Дроблення «твердого фюзиту» процес складний. Тому він концентрується в грубіших фракціях.